# Fred Rogers
Fred McFeely Rogers (20 tháng 3 năm 1928 – 27 tháng 2 năm 2003) là một nhà giáo dục, mục sư Trưởng Lão, nhạc sĩ, tác giả, và người dẫn chương trình Mỹ. Ông nổi tiếng vì đã tạo ra và là người dẫn chương trình thiếu nhi Mister Rogers' Neighborhood (1968–2001) với tính cách dịu dàng và lời nói nhỏ nhẹ, cũng như những lời nói thẳng thắn với khán giả.
Ban đầu được giáo dục để trở thành một mục sư, Rogers đã không hài lòng với cách truyền hình nói chuyện với trẻ em và đã nỗ lực thay đổi điều này khi ông bắt đầu viết và trình diễn trên các chương trình truyền hình thiếu nhi ở khu vực Pittsburgh. Dịch vụ Truyền thông Công cộng (Public Broadcasting Service) đã phát triển chương trình toàn quốc của ông vào năm 1968, và trong vòng trên ba thập kỷ, ông đã trở thành một biểu tượng cho giải trí và giáo dục thiếu nhi đối với người Mỹ, cũng như là biểu tượng cho nhân ái, nhẫn nại, và đạo đức. Ông cũng được biết đến vì đã vận động cho nhiều mục tiêu công cộng. Bản điều trần của ông trước một tòa án cấp thấp ủng hộ việc cho phép thu băng các chương trình truyền hình đã được Tối cao Pháp viện Hoa Kỳ trích dẫn trong quyết định cho vụ Betamax, và lời điều trần của ông trước Thượng viện Hoa Kỳ kêu gọi ngân quỹ cho các chương trình thiếu nhi đã trở thành nổi tiếng.
Rogers đã được tôn vinh cho sự nghiệp giáo dục trẻ em. Ông đã nhận Huân chương Tự do Tổng thống, vinh dự dân sự cao quý nhất của Hoa Kỳ; một Giải Peabody cho sự nghiệp của ông; và được đưa vào Đại sảnh Danh dự Truyền hình (Television Hall of Fame). Hai nghị quyết công nhận sự nghiệp của ông đã được Quốc hội Hoa Kỳ nhất trí thông qua, và cái ái ấm ông thường mặt trên chương trình truyền hình đã được Viện Smithsonian tiếp nhận và triển lãm, và một số tòa nhà và tác phẩm hội họa ở Pennnsylvania đã tưởng nhớ ông.

## Cuộc sống cá nhân
Fred McFeely Rogers sinh ra tại Latrobe, Pennsylvania, cách Pittsburgh 40 miles (65 km) hướng đông nam, là con của James và Nancy Rogers; ông có một người chị/em là Elaine Rogers Crozier. Lúc còn nhỏ ông dành nhiều thời gian rảnh với ông ngoại là Fred McFeely, một người quan tâm đến âm nhạc. Ông thường hát trong khi mẹ ông chơi đàn piano, và ông cũng bắt đầu chơi đàn khi ông 5 tuổi.
Rogers tốt nghiệp Trường trung học Latrobe (1946), Ông học tại Đại học Dartmouth (1946–48), rồi chuyển đến Đại học Rollins ở Winter Park, Florida, nơi ông tốt nghiệp với bằng Cử nhân môn Sáng tác Âm nhạc năm 1951.
Tại Rollins ông đã gặp Sara Joanne Byrd, một người đến từ Oakland, Florida; họ kết hôn vào ngày 9 tháng 6 năm 1952. Họ có hai người con: James (sn. 1959) và John (sn. 1961). Năm 1963 ông tốt nghiệp từ Tu viện Thần học Pittsburgh và trở thành mục sư trong giáo hội Trưởng Lão.
Trong suốt sự nghiệp, ông nhận được 40 bằng danh dự. Ông có chứng rối loạn sắc giác đối với màu đỏ và xanh lục, bơi mỗi buổi sáng, ăn chay trường kỳ, và không hút thuốc hay uống rượu.